# Saguinus
Tamarins, Sagouins
Pour les articles homonymes, voir Tamarin.
 (août 2024).
Si vous disposez d'ouvrages ou d'articles de référence ou si vous connaissez des sites web de qualité traitant du thème abordé ici, merci de compléter l'article en donnant les références utiles à sa vérifiabilité et en les liant à la section « Notes et références ».
Genre
Les sagouins (Saguinus) sont un genre de singes du Nouveau Monde (Platyrrhini). Leurs noms vernaculaires sont formés à partir des termes « pinchés » et « tamarins », bien que le terme tamarin puisse lui-même être utilisé génériquement pour les désigner à la place du mot « sagouin », aujourd'hui devenu une insulte désignant une personne malpropre. « Sagouin », attesté depuis le début du XVIe siècle, dérive d'un mot portugais, lui-même formé à partir du mot tupi saguim qui signifie « singe ». Le vocabulaire moderne a retenu cet étymon à travers le mot saï qui se réfère à une espèce de capucin du genre Cebus.

## Description

### Apparence
On connaît 17 espèces de tamarins (genre Saguinus). Toutes sont allopatriques, à l’exception de la plus petite d’entre elles, le Tamarin à selle (S. fuscicollis), qui vit en sympatrie avec trois autres espèces de tamarins. Les tamarins arborent une gamme de crinières, toupets, crêtes, moustaches et de franges. La prodigieuse variété de leurs coloris, qui contraste avec la forte stabilité chromosomique du genre, met en lumière le principe de métachromisme, modification évolutive de la couleur des poils et de la peau chez les mammifères.

### Dentition
Les tamarins sont à peine plus grands que les ouistitis (20 à 30 cm pour 350 à 600 g). Leur principale différence se situe au niveau des dents. Les ouistitis ont des incisives bien développées, aussi grandes que les canines, à l’aide desquelles ils font saigner les arbres à gomme. Ils plantent leurs incisives supérieures dans l’écorce et gougent de bas en haut avec les incisives inférieures en forme de biseau. Chez les tamarins, les canines du bas sont longues et divergentes, les incisives sont courtes et droites, si bien qu’ils ne peuvent pratiquer de telles incisions. De plus, leur mâchoire a la forme d’un U et non d’un V comme chez les ouistitis. Dans les conditions rudes du centre et du Nord-Est brésiliens, la sève est un aliment énergétique de substitution qui a permis aux ouistitis de coloniser ces régions. Ce ne fut pas l’orientation choisie par les tamarins[évasif] beaucoup plus frugivores.

## Régime alimentaire

### Des singes gommivores...
Toutefois, les tamarins sont des consommateurs de gomme pourvu que les exsudats soient naturellement disponibles (désagrégation de l’écorce, percements effectués par les insectes). Ils pourraient profiter du travail préliminaire effectué par les ouistitis, mais parce qu’ils sont des concurrents directs avec un régime alimentaire proche, tamarins et ouistitis du genre Mico occupent le plus souvent des aires géographiques distinctes en Amérique du Sud, à l’exception du Tamarin à selle (S. fuscicollis) qui côtoie l'Ouistiti à queue noire (Mico melanurus) et l’Ouistiti du Rondônia (Callithrix emiliae) à l’est de sa distribution et du Tamarin à mains noires (S. niger) qui partage le territoire du Ouistiti argenté (Mico argentatus). En fait, c’est le minuscule Ouistiti pygmée (Cebuella pygmaea), sympatrique de sept espèces de tamarins et en particulier du Tamarin à selle sur toute sa distribution, qui les approvisionne en gomme. Ce type de comportement relève du commensalisme.

### ...Chasseurs d'insectes
Le primatologue P. A. Garber a identifié trois stratégies de capture des insectes chez les tamarins. La première est propre au tamarin à selle (S. fuscicollis), et peut-être au tamarin à manteau noir et au tamarin bicolore : elle consiste à capturer des invertébrés cryptiques plutôt grands à toutes les strates en utilisant le plus souvent une posture d’accrochage vertical.
La deuxième stratégie, pratiquée par les trois espèces de tamarins moustachus qui vivent en sympatrie avec le tamarin à selle (tamarin à moustaches, tamarin empereur et tamarin labié), consiste à exploiter les insectes sur les feuilles et les branches uniquement dans la canopée basse et moyenne.
Un troisième modèle, celui du pinché à nuque rousse (S. geoffroyi), est la chasse des proies en se dissimulant (pelage cryptique), les insectes étant saisis sur les feuilles dans la basse canopée ou les fourrés.

## Écologie et comportement

### Habitat
Les tamarins fréquentent la forêt humide tropicale de plaine sauf les pinchés d’Amérique du sud qui sont des hôtes réguliers de la forêt sèche. Ils affectionnent la forêt secondaire riche en insectes et en enchevêtrements de lianes pour se cacher. À leur menu figurent moult fruits mûrs et arthropodes, la part du nectar et des exsudats végétaux augmentant lors de la saison sèche. Ce régime hautement nutritif et calorique s’avère indispensable pour un animal de petit format doté d’un transit intestinal rapide. La gomme constitue une source importante d’eau, de minéraux et de nutriments durant la saison sèche et le début de la saison humide. De plus, elle apporte du calcium aux femelles gestantes et lactantes.

### L'expérience du partage
Les tamarins occupent des domaines de 20 à 100 ha et plus, parcourant au moins 1,2 km par jour, soit beaucoup plus que n’importe quel autre callitrichidé. Ils vivent en petits groupes mixtes incluant des individus non apparentés. Une unique femelle reproductrice supprime les cycles ovulatoires de ses rivales et s’accouple avec plusieurs mâles, mais chez deux espèces (S. fuscicollis et S. mystax) de rares cas de double mise bas ont été observés. La femelle met au monde des jumeaux une fois l’an, avec un pic de naissances entre novembre et mars pour les espèces de Haute Amazonie et en avril-juin pour les espèces répandues au nord de l’Amazone. La gestation et surtout l’allaitement ont un coût énergétique très élevé, c’est pourquoi les autres membres, surtout les mâles adultes, participent au transport et à l’élevage de la progéniture. Cette aide parentale est vitale non seulement pour la mère, soulagée d’un fardeau qu’elle ne saurait assumer seule, mais aussi pour les assistants eux-mêmes qui acquièrent ainsi une expérience de la solidarité et du partage.

### Des tamarins malins

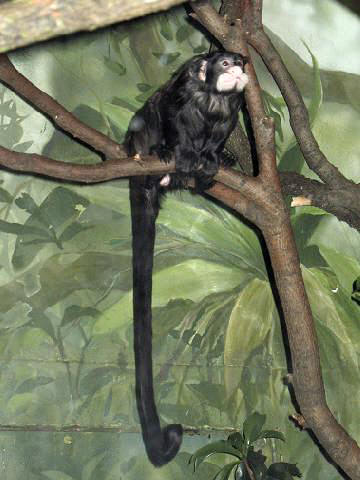
Tamarin à moustaches.

P.A. Garber et F.L. Dolins (1996) ont réalisé une expérience dans une forêt du Pérou pour mettre en valeur les qualités de cognition du tamarin à moustaches (S. mystax). Ils ont approvisionné des plateformes avec des bananes vraies et fausses selon un horaire alterné de façon que les plateformes ayant de vraies bananes le matin n’en aient plus l’après-midi et vice-versa. Les primates eurent vite fait de comprendre le manège : lorsqu’ils visitaient de bon matin une plateforme proche contenant de vraie bananes, ils n’y revenaient plus durant le reste de la journée et tentaient leur chance ailleurs. Inversement, si cette plateforme proche contenait de faux appâts, ils ne manquaient pas de revenir plus tard dans la journée pour avoir leur récompense. Ces règles de décision étaient prises et vécues au jour le jour par les tamarins mais ne se reportaient pas d’un jour à un autre.

### Associations de bienfaiteurs
Le tamarin à selle (S. fuscicollis) vit en sympatrie avec trois espèces de tamarins de plus grand format que lui (tamarin à moustaches, tamarin empereur et tamarin labié) avec lesquels il forme assez souvent des groupes mixtes stables et permanents qui défendent un domaine commun. C’est le cas à l’extrême nord de la Bolivie entre le tamarin à selle de Weddell (S. f. weddelli) et le tamarin labié de Geoffroy (S. labiatus labiatus). Selon le principe d’exclusion compétitive, le tamarin à selle n’entre pas en concurrence avec eux : il se nourrit souvent plus bas dans les arbres, sur des branches différentes, a un mode de déplacement personnel et utilise sa propre stratégie de recherche des insectes. Dans une étude menée au nord-est du Pérou par D.A. Nickle et E.W. Heyman, le tamarin à selle se mouvait souvent près du sol alors que le tamarin à moustaches évoluait entre 4 et 15 m de hauteur. Dans une étude menée en Amazonie brésilienne par C. A. Peres, plus de 40 % des insectes capturés par le tamarin à selle, comme les orthoptères du genre Tettigonia, avaient été dérangés par les tamarins à moustaches au-dessus de leurs têtes.
Ces associations ont pour but de diminuer les effets de la prédation. Ainsi, le tamarin à selle s’inquiète davantage des prédateurs terrestres et le tamarin à moustaches qui évolue plus haut dans les arbres surveille constamment les prédateurs aériens. À eux deux, ils couvrent tous les cas d’attaque potentielle. De même, le tamarin à selle comprend et répond aux cris d’alarme du tamarin empereur (S. imperator) et vice versa. Le tamarin à selle cohabite également avec le callimico (Callimico goeldii) mais n’entre pas en compétition avec ce dernier du fait de sa plus petite taille, le callimico étant davantage végétarien et mangeant des insectes plus gros.
Lorsqu’il ne vit pas en sympatrie avec un autre tamarin (nord-ouest de sa distribution), comme le long du Río Nanay au Pérou, le tamarin à selle forme des supergroupes lors de la recherche alimentaire, un moyen efficace d’accroître la vigilance globale. L’association en groupes mixtes constituerait donc une stratégie anti-prédateur alternative plus avantageuse pour le tamarin à selle, qu’il adopterait dès qu’il en la possibilité.

## Le groupe despinchés
Le groupe oedipus a été particulièrement bien étudié. Un temps, certains auteurs assignèrent un genre différent (Oedipomidas) à ces trois espèces de tamarins nord-colombiens et panaméens caractérisées par une crête et une face nue. En France, on les appelle pinchés plutôt que tamarins.
Les pinchés ne sont pas amazoniens. En Colombie, ils disposent d’une aire très limitée, la Tierra caliente, une zone chaude et humide sur le littoral caraïbe de la Colombie, aire grignotée par les cultures vivrières.
Les pinchés sont les plus carnivores des callitrichidés. Ils mangent grenouilles, souris et perruches. En captivité, l’introduction d’un aliment inconnu (comme du poisson à la place de la viande) entraîne l’adoption rapide d’un nouveau comportement alimentaire, comportement transmis aux nouveau-nés.
Le pinché a des sens aiguisés, notamment l’ouïe, la vue et l’odorat. Il pousse des trilles sonores et retentissants, d’où son surnom de singe-rossignol. Son chant débute par un ‘dididi’ aigu puis se poursuit par de longs sons flûtés entrecoupés de trilles : il va crescendo dans l’aigu, à un rythme de plus en plus rapide. Le chant sert de délimiteur territorial. En cas d’excitation, le pinché produit des roucoulements graves et sonores.
Pour défier un rival, le pinché utilise son visage. Il hérisse sa crinière et avance les lèvres. Le front baissé forme un bourrelet recouvrant presque les yeux. La défense territorial passe par une répartition nette des rôles, propre aux pinchés. Les mâles patrouillent le domaine, pourchassent les intrus et les défient visuellement tandis que les femelles délimitent davantage leur territoire par un marquage olfactif.
Hors de la période de reproduction, le pinché ignore largement les conflits et la violence. Le groupe amical s’entraide dans les tâches quotidiennes et les membres montrent leur affection mutuelle. Le père aide la mère pour le transport des enfants, mais aussi les frères et les sœurs, qui acquièrent ainsi un savoir-faire indispensable pour devenir un bon parent. Ce comportement augmente considérablement le potentiel reproductif de l’espèce, la femelle dominante pouvant être enceinte de nouveau seulement deux à quatre semaines après la mise bas.
La haute fréquence des transferts entre groupes d’individus des deux sexes, adultes ou jeunes, suggère que les parents n’élèvent pas forcément leurs propres enfants. Un étranger sera le bienvenu (même si parfois il sera vertement chassé). Il pourra, s'il le veut, participer à la reproduction et à l'élevage des petits. « Ces primates ont inventé le kibboutz », affirme l'éthologue Frans de Waal. Les pinchés font partie des rares primates, comme le gibbon et le chimpanzé, qui pratiquent le partage de la nourriture. Chez le pinché aux pieds blancs (Saguinus leucopus), les individus se portent même au secours de leurs congénères blessés.

## Histoire évolutive
Il existe très peu de fossiles « convaincants » de la famille des callitrichidés (Micodon kiotensis du Miocène moyen en Colombie, Patasola magdalena et Lagonimico conclucatus), si bien que la reconstruction de l’histoire de leur évolution relève de la spéculation. À la lueur d’analyses d’ADN, les proto-tamarins représenteraient les callitrichidés les plus primitifs à partir desquels auraient évolué les proto-petits singes-lions qui auraient migré vers l’est du continent sud-américain où ils furent isolés dans des forêts-refuges pour aboutir aux formes modernes (genre Leontopithecus), tandis que le stock restant en Amazonie aurait donné naissance aux ouistitis. De leur côté, les ouistitis colonisèrent l’est du Brésil (Callithrix) dans la Mata Atlântica, l’Amazonie centrale (Mico) et la haute Amazonie (Cebuella). Parallèlement, les tamarins (Saguinus) se diversifièrent dans le bassin amazonien en suivant le même processus de nanisation qui a conduit à l’émergence de diverses adaptations comme la modification des ongles en griffes.
On distingue d’une part la radiation des petits tamarins, composée du Tamarin à selle (S. fuscicollis), du Tamarin blanc (S. melanoleucus), du Tamarin à manteau noir (S. nigricollis), du Tamarin du Río Napo (S. graellsi) et du Tamarin à manteau doré (S. tripartitus). Ce sont les tamarins à bouche blanche, caractérisés par un museau blanc.
La radiation des grands tamarins est plus complexe avec d’une part la section des tamarins moustachus, caractérisés par des poils blancs plus ou moins longs de chaque côté de la bouche, Tamarin à moustaches (S. mystax), Tamarin labié (S. labiatus) et Tamarin empereur (S. imperator), et d’autre part deux autres sections davantage apparentées entre elles, celles des tamarins à face nue : la première est représentée par les trois espèces de pinchés colombiens et panaméens, le Pinché à nuque rousse (S. geoffroyi), le Pinché à crête blanche (S. oedipus) et le Pinché aux pieds blancs (S. leucopus), et la seconde par les cinq espèces du nord de l’Amazone : le tamarin à mains dorées (S. midas), le Tamarin noir (S. niger) – au sud de l’embouchure de l’Amazone, le Tamarin bicolore (S. bicolor), le Tamarin à face nue de Martin (S. martinsi) et le Tamarin à face marbrée (S. inustus). Le dernier cité est original par sa face partiellement dépigmentée, d’où son nom latin.
Une distinction géographique permet de mieux saisir leur diversité : Les tamarins les plus septentrionaux sont les pinchés, qui occupent Panamá et le nord de la Colombie. Les autres tamarins à face nue occupent le nord du continent sud-américain (Guyana-Surinam-Guyane-nord du Brésil) presque toujours au nord de l’Amazone. Tous les tamarins à face velue occupent la haute Amazonie (Colombie-Équateur-Pérou-Bolivie-ouest du Brésil), quasiment toujours au sud de l’Amazone.
Des études morphologiques comparatives ont conduit plusieurs auteurs à suggérer que le Tamarin à manteau noir (S. nigricollis) serait le prototype pour toutes les autres espèces, à partir duquel deux lignes phylogénétiques basées sur le Tamarin à moustaches (S. mystax) et le Tamarin à mains dorées (S. midas) auraient divergé.

## Systématique interne
La systématique des tamarins a beaucoup évolué depuis le début du XXIe siècle. Classiquement, on distinguait 2 sous-groupes de tamarins en fonction de leur face (critère arbitraire) mais des analyses génétiques récentes (Tagliaro, Schneider et al.) ont montré que la taille était un meilleur critère pour leur discrimination.
Le primatologue australien Colin Groves a procédé en 2001 à une révision complètes des interrelations entre les espèces, sur la base de caractères externes, de la morphologie crânienne, des vocalisations et de l'ADN. Il a également regroupé les différentes espèces en six sous-groupes et sa classification fait toujours autorité dans la littérature scientifique et par les études génétiques qui valident 5 des 6 groupes. 
En 2016, les auteurs d'une révision taxinomique des tamarins proposent de placer le groupe de Saguinus nigricollis  dans un genre séparé, Leontocebus. Ils retiennent pour cela les critères de la petite taille des espèces du groupe de Saguinus nigricollis par rapport aux autres groupes, de leur divergence précoce au Miocène supérieur (11−8 Ma) et de leur sympatrie avec les espèces de plus grande taille du groupe de Saguinus mystax.
En 2018, une étude de l'evolution phénotypique des Callitrichidés conclut que le genre Saguinus doit être conservé entier, mais propose une division en sous-genres pour mieux représenter la diversité entre les groupes. Le groupe de Saguinus nigricollis appartiendrait ainsi au sous-genre Saguinus (Leontocebus), celui de Saguinus mystax à Saguinus (Tamarinus), et les autres groupes resteraient dans Saguinus (Saguinus). La place de Saguinus inustus, placé par Groves dans son propre groupe, reste incertaine.
| D'après Groves (2005) | D'après Groves (2005) | D'après Groves (2005)            | D'après Garbino & Martins-Junior (2018) | D'après Garbino & Martins-Junior (2018) | D'après Garbino & Martins-Junior (2018) | D'après Garbino & Martins-Junior (2018) | Noms en français          |
| Groupe                | Espèce                | Sous-espèces                     | Sous-genre                              | Espèce                                  | Sous-espèces                            | Autorité                                | Noms en français          |
| --------------------- | --------------------- | -------------------------------- | --------------------------------------- | --------------------------------------- | --------------------------------------- | --------------------------------------- | ------------------------- |
| Saguinus midas        | Saguinus midas        |                                  | Saguinus                                | Saguinus midas                          |                                         | Linnaeus, 1758                          | Tamarin aux mains rousses |
| Saguinus midas        | Saguinus niger        |                                  | Saguinus                                | Saguinus niger                          |                                         | É. Geoffroy, 1803                       | Tamarin aux mains noires  |
| Saguinus midas        | Saguinus niger        | Saguinus ursula                  | Saguinus                                |                                         | Hoffmannsegg, 1807                      | Tamarin nègre                           |                           |
| Saguinus oedipus      | Saguinus oedipus      |                                  | Saguinus                                | Saguinus oedipus                        |                                         | Linnaeus, 1758                          | Pinché à crête blanche    |
| Saguinus oedipus      | Saguinus geoffroyi    |                                  | Saguinus                                | Saguinus geoffroyi                      |                                         | Pucheran, 1845                          | Pinché de Geoffroy        |
| Saguinus oedipus      | Saguinus leucopus     |                                  | Saguinus                                | Saguinus leucopus                       |                                         | Günther, 1877                           | Pinché aux pieds blancs   |
| Saguinus bicolor      | Saguinus bicolor      |                                  | Saguinus                                | Saguinus bicolor                        |                                         | Spix, 1823                              | Tamarin bicolore          |
| Saguinus bicolor      | Saguinus martinsi     | Saguinus martinsi martinsi       | Saguinus                                | Saguinus martinsi                       | Saguinus martinsi martinsi              | Thomas, 1912                            | Tamarin de Martins        |
| Saguinus bicolor      | Saguinus martinsi     | Saguinus martinsi ochraceus      | Saguinus                                | Saguinus martinsi                       | Saguinus martinsi ochraceus             | Hershkovitz, 1966                       |                           |
| Saguinus nigricollis  | Saguinus nigricollis  | Saguinus nigricollis nigricollis | Leontocebus                             | Saguinus nigricollis                    | Saguinus nigricollis nigricollis        | Spix, 1823                              | Tamarin à manteau noir    |
| Saguinus nigricollis  | Saguinus nigricollis  | Saguinus nigricollis hernandezi  | Leontocebus                             | Saguinus nigricollis                    | Saguinus nigricollis hernandezi         | Hershkovitz, 1982                       |                           |
| Saguinus nigricollis  | Saguinus graellsi     |                                  | Leontocebus                             | Saguinus nigricollis                    | Saguinus nigricollis graellsi           | Jimenez de la Espada, 1870              | Tamarin du Rio Napo       |
| Saguinus nigricollis  | Saguinus fuscicollis  | Saguinus fuscicollis fuscicollis | Leontocebus                             | Saguinus fuscicollis                    | Saguinus fuscicollis fuscicollis        | Spix, 1823                              | Tamarin à tête brune      |
| Saguinus nigricollis  | Saguinus fuscicollis  | Saguinus fuscicollis avilapiresi | Leontocebus                             | Saguinus fuscicollis                    | Saguinus fuscicollis avilapiresi        | Hershkovitz, 1966                       |                           |
| Saguinus nigricollis  | Saguinus fuscicollis  | Saguinus fuscicollis primitivus  | Leontocebus                             | Saguinus fuscicollis                    | Saguinus fuscicollis primitivus         | Hershkovitz, 1977                       |                           |
| Saguinus nigricollis  | Saguinus fuscicollis  |                                  | Leontocebus                             | Saguinus fuscicollis                    | Saguinus fuscicollis mura               | Röhe et al., 2009                       |                           |
| Saguinus nigricollis  | Saguinus fuscicollis  | Saguinus fuscicollis fuscus      | Leontocebus                             | Saguinus fuscus                         |                                         | Lesson, 1840                            |                           |
| Saguinus nigricollis  | Saguinus fuscicollis  | Saguinus fuscicollis illigeri    | Leontocebus                             | Saguinus illigeri                       |                                         | Pucheran, 1845                          | Tamarin d'Illiger         |
| Saguinus nigricollis  | Saguinus fuscicollis  | Saguinus fuscicollis nigrifrons  | Leontocebus                             | Saguinus nigrifrons                     |                                         | I. Geoffroy, 1850                       | Tamarin à front noir      |
| Saguinus nigricollis  | Saguinus fuscicollis  | Saguinus fuscicollis leucogenys  | Leontocebus                             | Saguinus leucogenys                     |                                         | Gray, 1866                              | Tamarin des Andes         |
| Saguinus nigricollis  | Saguinus fuscicollis  | Saguinus fuscicollis lagonotus   | Leontocebus                             | Saguinus lagonotus                      |                                         | Jimenez de la Espada, 1870              | Tamarin à manteau rouge   |
| Saguinus nigricollis  | Saguinus fuscicollis  | Saguinus fuscicollis cruzlimai   | Leontocebus                             | Saguinus cruzlimai                      |                                         | Hershkovitz, 1966                       |                           |
| Saguinus nigricollis  | Saguinus fuscicollis  | Saguinus fuscicollis weddelli    | Leontocebus                             | Saguinus weddelli                       | Saguinus weddelli weddelli              | Deville, 1849                           | Tamarin de Weddell        |
| Saguinus nigricollis  | Saguinus melanoleucus |                                  | Leontocebus                             | Saguinus weddelli                       | Saguinus weddelli melanoleucos          | Miranda-Ribeiro, 1912                   | Tamarin blanc             |
| Saguinus nigricollis  | Saguinus melanoleucus |                                  | Leontocebus                             | Saguinus weddelli                       | Saguinus weddelli crandalli             | Hershkovitz, 1966                       |                           |
| Saguinus nigricollis  | Saguinus tripartitus  |                                  | Leontocebus                             | Saguinus tripartitus                    |                                         | Milne-Edwards, 1878                     | Tamarin à manteau doré    |
| Saguinus mystax       | Saguinus mystax       | Saguinus mystax mystax           | Tamarinus                               | Saguinus mystax                         | Saguinus mystax mystax                  | Spix, 1823                              | Tamarin à moustaches      |
| Saguinus mystax       | Saguinus mystax       | Saguinus mystax pluto            | Tamarinus                               | Saguinus mystax                         | Saguinus mystax pluto                   | Lönnberg, 1926                          | Tamarin de Lönnberg       |
| Saguinus mystax       | Saguinus pileatus     |                                  | Tamarinus                               | Saguinus mystax                         | Saguinus mystax pileatus                | I. Geoffroy & Deville, 1848             | Tamarin à calotte rousse  |
| Saguinus mystax       | Saguinus labiatus     | Saguinus labiatus labiatus       | Tamarinus                               | Saguinus labiatus                       | Saguinus labiatus labiatus              | É. Geoffroy, 1812                       | Tamarin labié             |
| Saguinus mystax       | Saguinus labiatus     | Saguinus labiatus rufiventer     | Tamarinus                               | Saguinus labiatus                       | Saguinus labiatus rufiventer            | Gray, 1843                              |                           |
| Saguinus mystax       | Saguinus labiatus     | Saguinus labiatus thomasi        | Tamarinus                               | Saguinus labiatus                       | Saguinus labiatus thomasi               | Goeldi, 1907                            |                           |
| Saguinus mystax       | Saguinus imperator    | Saguinus imperator imperator     | Tamarinus                               | Saguinus imperator                      | Saguinus imperator imperator            | Goeldi, 1907                            | Tamarin empereur          |
| Saguinus mystax       | Saguinus imperator    | Saguinus imperator subgrisescens | Tamarinus                               | Saguinus imperator                      | Saguinus imperator subgrisescens        | Lönnberg, 1940                          |                           |
| Saguinus inustus      | Saguinus inustus      |                                  | incertae sedis                          | Saguinus inustus                        |                                         | Schwarz, 1951                           | Tamarin à face noire      |

## En référence à Guillaume d'Allemagne
Le Tamarin empereur (Saguinus imperator) a été ainsi baptisé par le primatologue Goeldi car ses très longues moustaches lui rappelaient celles de l’empereur Guillaume d’Allemagne. Les grandes bacchantes blanches de ce primate, qui lui descendent en arche jusqu’aux épaules, jouent un rôle dans la parade amoureuse. Elles sont déjà assez développées chez les jeunes, !